# Одбрана Сплита септембра 1943.
Након капитулације Италије, народ Сплита предвођен месним народноослободилачким одборима 9. септембра преузео је власт у граду и околини и разоружао јединице италијанског XVIII корпуса. Током наредних дана у Сплит и околину стигли су Прва далматинска бригада НОВЈ и Сплитски партизански одред.
У оквиру Операције Ахзе, а у циљу преузимања италијанског оружја и обезбеђивања лојалности италијанске војске, команда немачке 2. оклопне армије упутила је у према Сплиту делове 7. СС дивизије. Ови делови су се ваздушним десантом искрцали у Сињу, и затим са 27. усташком бојном наставили напредовање према Сплиту, заузевши 11. септембра Клис. Ту су заустављени и опкољени од јединица НОВЈ. Грађанство Сплита и околине масовно се прикључило јединицама НОВЈ.
Обе стране морале су да појачавају своје снаге. Немци су пребацивали нове контингенте ваздушним путем у Сињ, а преостали део 7. СС дивизије, ојачан 92. моторизованим пуком, кренуо је у наступање копненим путем из правца Имотског. С друге стране, од 16. септембра у средњу Далмацију ушле су Прва пролетерска и Четврта крајишка дивизија НОВЈ. Копнена немачка колона поражена је и одбачена 18. септембра код села Звечања. 3. крајишка бригада стигла је 20. септембра у околину Сиња и прекинула ваздушни саобраћај.
Након неуспелог напада 3. и 6. крајишке бригаде на Сињ 22/23. септембра, ситуација за браниоце знатно се погоршала. 7. СС дивизија и 92. моторизовани пук са мостобрана на Цетини почев од 23. септембра снажно су продирали према линији Сплит - Сињ са истока, а 114. дивизија из области Шибеника и Дрниша са запада. Штабови НОВЈ донели су 24. септембра одлуку о уништењу свих војних постројења и евакуацији Сплита. Након борби са партизанским заштитницама, делови 7. СС дивизије ушли су у Сплит 27. септембра. Приликом наступања према Сплиту и успостављања немачко-усташке власти, ове формације вршиле су безобзиран терор и убиле више стотине цивила.
Након уласка у Сплит, немачке снаге наставиле су напад на положаје НОВЈ на планини Мосор, ради обезбеђивања Сплита и уклањања претњи. 2. октобра јединице НОВЈ повукле су се са Мосора ради реорганизације, формирања 8. корпуса и учешћа у борбама за Ливно.

## Преузимање власти у Сплиту
У Сплиту је било седиште италијанског XVIII армијског корпуса 2. армије (СУПЕРСЛОДА). У граду и околини концентрисала се главнина дивизије „Бергамо“ (изузев 25. пука у Сињу), и знатне корпусне, карабинијерске и морнаричке снаге. Поводом капитулације Италије, штаб 2. оклопне армије наредио је 7. СС дивизији да запоседне Далмацију између Дубровника и Сплита, обезбеди лојалност италијанских снага и не дозволи да њихово оружје и опрема падне у руке снага НОВЈ.
У околини Сплита није било јачих формација НОВЈ. Током претходне године, велики број бораца из Далмације у саставу својих јединица борио се у другим крајевима земље. На пример, на Сутјесци се борио 1091 Сплићанин, а 557 их је погинуло. Упркос губицима и одливу бораца, борбено расположење било је и даље снажно. На позив Народноослободилачког одбора, на улице Сплита 9. септембра увече изашла је велика маса грађана, и захваљујући томе, НОО је већ тог дана преузео фактичку контролу над градом.
Одазивајући се позиву Градског НОО, нешто прије 19 сати слегла се на сплитску обалу огромна маса људи. У исто вријеме Италијани су - као што су то већ чинили трећу годину сваког дана - спуштали на малом гату своју заставу. Док се застава спуштала низ стијег, из хиљаде грла заорила је химна: »Хеј Славени«. Била је то симболична и дирљива слика. Посљедњи пут уз уобичајену церемонију спуштала се застава поражене нације, док се обалом разлијегала химна народа побједника.

Талијани хоће да растјерају масу. Најприје то покушавају варком. Почели су завијати сиренама на узбуну, али народ се није разилазио. Кад то није помогло, на обалу долазе тенкови, неколико камиона војске под ратном спремом. У накани, да се свијет разиђе, опалили су неколико метака у зрак. У то грађани скачу на танкове и братиме се с талијанским војницима.
Партизански представници повели су преговоре о предаји са командом у Сплиту, као и са локалним командама у околним местима.
… Тако су 9. 9. око 17.30 сати, ушли у Сплит на преговоре с Италијанима први представници НОВЈ: Драго Гиздић и Анте Храбар у почасној пратњи седам талијанских мотоциклиста, и четири партизана из сеоске страже у Жрновници (Мате, Петар и Иван Перчић, те Шиме Лолић).

Према договору с Драгом Гиздићем генерал Бекуци је 10. 9. ујутро у Жрновницу послао аутомобил, којим су се на наставак преговора превезли Иво Рибар-Лола, Светислав Стефановић-Ћећа, Вицко Крстуловић, Анте Храбар и Драго Гиздић. Ова делегација затекла је Сплит раздраган, окићен црвеним заставама, спреман за акцију. Преговори су, као што је познато, коначно довели до потписивања споразума о предаји наоружања 12. 9.
Група батаљона Бранка Дуде током 10. и 11. септембра је без борбе разоружала италијанске посаде дуж железничке пруге Перковић - Каштел Стари, а Шибенски батаљон из те групе ушао је у Трогир и Дивуље и тамо заједно са становништвом разоружао италијанске јединице.
Коначан споразум о предаји командант дивизије генерал Бекуци итал. Becuzzi потписао је у присуству британског мајора Дикина енгл. Deakin 16. септембра. У име НОВЈ предају је прихватио генерал Коча Поповић, командант Првог пролетерског корпуса НОВЈ.

## Борбе око Клиса и Сиња
Клис је место и тврђава која својим положајем доминира подручјем Сплита. У тврђави Клис налазило се око 700 италијанских војника. 10. септембра представници Сплитског НОП одреда преговарали су о њиховој предаји. Међутим, локални италијански заповедник је одбио да преда оружје, прихвативши обавезу савезничке борбе и пружања отпора Немцима.
У Сињу су се као посада налазили италијански 25. пешадијски пук и 27. усташка бојна. Припремајући се за италијанску капитулацију, 7. СС дивизија пребацила је 8. септембра ваздушним транспортом 2 чете 1. батаљона 1. (13.) СС пука. Ове снаге су уз помоћ усташа обезбедиле лојалност Италијана.
Током 10. септембра и остале чете овог СС батаљона пребачене су у Сињ. Овај батаљон ојачан усташким деловима кренуо је 11. септембра у 11:45 у наступање према Сплиту, да би, према наређењу, спречио евакуацију Италијана морским путем. Истог дана на пут између Сиња и Клиса избили су делови 1. далматинске бригаде. После конфузних сусретних окршаја, немачки батаљон успео је да се пробије до Клиса. Након симболичног отпора, италијанска посада предала се Немцима и дозволила им улазак у тврђаву. Тако је већ 11. септембра запретила непосредна опасност од немачког продора у Сплит.
Међутим, већ током тог дана формиране су прве јединице сплитских добровољаца, које су изашле на положаје према Клису. На комуникацији између Клиса и Сиња постепено су се прикупљали батаљони 1. далматинске бригаде. Настала је сложена ситуација са међусобно испреплетеним борбеним групама и положајима.
11. и 12. септембра пребачен је авионима Јункерс Ју-52 на сињски аеродром 4. батаљон 1. СС пука и 1. дивизион 7. артиљеријског СС пука, пионирска чета истог пука и топовски вод. Штаб 1. (13.) СС пука, који се 10. септембра пребацио у Сињ, формирао је од ових снага борбену групу „Петерсен“, и упутио је према Клису. Након оштрих борби, она је 13. септембра успела да се пробије у Клис, али је након овог продора Клис блокиран, изолован и подвргнут притиску. Мајор Петерсен преузео је команду над око 1.800 људи у изолованом упоришту Клис.
Нападна група 'Петерсен' код Клиса, упркос непрекидној подршци штука, није напредовала, због жестоког отпора непријатеља.
Простор северозападно од Клиса као и јужно од овога поседнут од јаких бандитских снага у изграђеним пољским утврђењима.
4/1. под непрекидним и тешким непријатељским нападима, те након одстрањивања бројних запрека на цести Сињ - Клис у 13.30 спојио се са снагама у Клису. Од 15.15 група води тешке одбрамбене борбе са надмоћним непријатељем подржаним артиљеријом. Тврђава и мјесто Клис у нашим рукама.
Седам стотима деморализираних Италијана у Клису узело учешћа у одбијању непријатељских напада. При томе 5 Талијана погинуло а 8 рањено. Једна група од 50 Италијана заробљена од стране бандита.
Моментано су борбе око Клиса још у току.
Непријатељска артиљеријска ватра добро вођена.
У поподневним сатима је из авиона бачено групи Петерсен у Клису 1.000 кг намирница, муниције и санитетског материјала.
14. септембра ујутро група „Петерсен“ кренула је из Клиса у наступање према Сплиту. Напад је извођен уз блиску интензивну подршку авијације. Међутим, група „Петерсен“ наишла је на јак отпор групе сплитских батаљона са јаком артиљеријском групом, и морала се повући назад.
Сплит озбиљно угрожен. Брани га наоружани народ.
Северно од Клиса, на цести према Сињу, деловала је Прва далматинска бригада и група устаничких батаљона под командом штаба Девете дивизије, а између Клиса и Сплита група батаљона од које ће бити формирана 4. сплитска бригада. Обе групе, а нарочито друга, састојале су се највећим делом од добровољаца који су тек добили оружје, без икаквог борбеног искуства. Ипак, њихово деловање било је успешно.
Тада млади скојевац Иво Бего, касније водни делегат и замјеник комесара чете у Бригади, се сећа: „На положајима Кучинска локва мене су одредили као скојевца на један лаки минобацач. Нисам прије тога никада ни видио такво шта. Погледао сам талијанска упутства, теоретски сам све схватио али нисам имао никакве праксе. Дали су ми сутрадан два Талијана који су нешто знали руковати минобацачем, али су били необично плашљиви. Негдје предвече између два налета 'штука' дошао је Јозо Пекић, касније командир чете у бригади, да нам одржи инструктажу из руковања минобацачем. Он је могао објаснити тек основне елементе начина гађања, јер је инструктаж трајао непун сат. Навече смо одмах са бацачем изишли у предњу линију и са источне стране гађали тврђаву. Наравно погоци нису били прецизни. Срећом простор тврђаве је био велики а на њему су били једино непријатељски војници."
Под командом Војмира Кљаковића формирана је од заплењеног наоружања артиљеријска група.
О томе Војмир Кљаковић каже: »Рано ујутро 14. 9. 'штуке' су први пут бомбардирале Кучине и наше артиљеријске положаје. Чим би одлетјели авиони артиљерија из клишке тврђаве би одмах отварала ватру на наше артиљеријске положаје да би нас или блокирали или уништили. Негдје око подне видјели смо да се из тврђаве крећу њемачке колоне и спуштају цестом, пољем и падинама у правцу Рупотине. Тада је непријатељ појачао артиљеријску ватру на нас да онемогући наше осматрање и тучење. Схватили смо одмах о чему се ради. Наш први задатак је био да, без обзира на ризик, отворимо паљбу по истуреним дијеловима непријатељевих колона у наступању. Оне су се видјеле као на длану, па су представљале изврстан циљ, а ми смо имали доста муниције и врло добру послугу на топовима.
После подне у борбе код Рупотине убачено је и шест заплењених талијанских тенкова. Извршен је противнапад, па су есесовци принуђени на одступање назад у тврђаву Клис.
Током ноћи Клис је нападнут са две стране. Иако изложена снажној ватри, посада се одржала захваљујући конфигурацији места као природног утврђења.
Након 14. септембра, група у Клису се грчевито борила за опстанак, док се група у Сињу која се стално појачавала, борила да се пробије у Клис и деблокира га. Ови су покошаји остали безуспешни и праћени су многобројним жртвама. Током неуспелог продора 15. септембра са нападном групом био је и усташки министар Едо Булат, који је том приликом рањен. Штаб 7. СС дивизије у свом дневном извештају за 16. 9. известио је команду 2. оклопне армије о неуспелим борбама тог дана, приликом покушаја продора 2. батаљона 1. (13) СС пука из Сиња у Клис:
Ситуација у простору Клис - Сплит и даље озбиљна. На положајима групе Петерсен код Клиса цијелог дана артиљеријска и минобацачка ватра. 2/1. у 20.00 кренуо од Сиња и од 16. 09. 16.00 је у тешким борбама код св. Јакова, 10 км ј. јз. Сињ, те са артиљеријском и минобацачком ватром напада далеко надмоћнијег непријатеља јачине до 3.000 људи, у намјери да се споји са групом Петерсен. Из Клиса ангажиране снаге за растерећење у 19.00 достигле раскрсницу Куртовић 4 км с. и. Клис, али нису успјели ухватити везу са 2/1. Властити губици до сада 50 погинулих и 120 рањених.
Већ 12. септембра 7. СС дивизија решила је своје задатке у јужној Далмацији, тако да је своје ресурсе могла да концентрише у област Сплита. Посада у Сињу непрекидно је ојачавана ваздушним путем у циљу продора према Клису и Сплиту. Штаб 7. СС дивизије оформио је моторизовану нападну групу, ојачану 8. дивизионом 7. артиљеријског пука, са којом је под личним руководством команданта дивизије оберфирефа Оберкампа, кренуо 16. септембра у наступање према Сплиту правцем Имотски - Загвозд - Шестановац - Жрновница, у циљу избијања одбрани Клиса иза леђа. Ова борбена група заустављена је и потучена 17. септембра код села Звечања од стране Омишке групе батаљона ојачане италијанском артиљеријом.
Врховни штаб наредио је Првој пролетерској дивизији да наступи на комуникацију Имотски - Сињ, а Четвртој крајишкој дивизији на комуникацију Книн - Сињ и Ливно - Сињ. Изашавши пред Сињ, 3. крајишка бригада онемогућила је даљи ваздушни саобраћај и појачала притисак на град.
19. септембра пристигао је у Метковић ојачани 92. моторизирани пук, па су штабови 2. оклопне армије и 15. брдског корпуса креирали план комбинованог напада на Сплит снагама 7. СС и 114. ловачке дивизије, и 92. моторизованог пука. Било је предвиђено да се у Сплитско поље спусти падобрански десант, са циљем да зароби „бандитске штабове у Сплиту“ и компромитује положаје код Клиса. Истовремено би моторизиране снаге напале правцем Сињ - Клис - Сплит, а снаге 114. ловачке дивизије правцем Дрниш – Перковић према Трогиру и правцем Дрниш - Мућ према Сињу.
У циљу извршења ових планова Штаб 7. СС дивизије пребацио се 21. септембра у Имотски, гдје је у ширем рејону прикупио: 1. чету оклопног брдског ловачког батаљона дивизије, тешки моторизирани артиљеријски дивизион, штабне чете дивизије и 1. СС пука, пионирски батаљон дивизије, делове свог противавионског дивизиона и комплетан ојачани 92. моторизирани пук. Од ових снага формиране су две борбене групе; Хилдебранти Бишоф. Борбена група Хилдебрандт напала је 22. септембра у 6,30 правцем Имотски - Ловрећ - Циста, а борбена група Бишоф смером Имотски - Студенци - Аржано - Врпоље - Јабука .
Јединице Имотског сектора и 1. пролетерска бригада нападале су ове групе и наносиле им знатне губитке, али их нису успеле зауставити. У захвату наступања, немачке јединице извршиле су масакре цивилног становништва. Безобзирним наступањем, претходница борбене групе Хилдебрандт 23. септембра у 10,30 сати избила је на Цетину код Триља, где су дивизијска штабна чета и штабна чета 1. (13.) ловачког пука образовале мостобран преко Цетине.
Још док се припремао продор ових моторизираних група у Сињ је пребачена 19. септембра авионима једна извиђачка чета, а 20. септембра и 2. батаљон 2. СС пука, али без 2. чете која се није успела искрцати због ватре 3. крајишке бригаде на аеродром, којом је запаљен један Јункерс-52. Током ноћи 22/23. Трећа и Шеста крајишка требало је да изврше напад на Сињ и ликвидирају ово немачко-усташко упориште. Трећа крајишка бригада остварила је значајне успехе на свом сектору, али је у зору морала обуставити напад, пошто је 6. крајишка бригада задржана борбама код Врлике, па је њен напад изостао. Штаб 3. крајишке задржао је јединице на нападним положајима, очекујући обнављање напада наредне ноћи. До тога међутим није дошло услед избијања борбене групе Хилдебрант у Триљ. Кад се током 24. септембра испољило наступање 114. дивизије из Дрниша, штабови Првог пролетерског корпуса и 4. оперативне зоне Хрватске донели су одлуку о евакуацији Сплита.

## Завршна фаза одбране и евакуација Сплита
Под заштитом еластичне задржавајуће одбране, јединице НОВЈ евакуисале су италијанска складишта наоружања и опреме уз помоћ заплењених камиона у правцу Динаре. Овај покрет систематски је угрожаван немачким копненим и ваздушним нападима.
Након деблокирања Клиса 26. септембра, ојачана група „Петерсен“ кренула је у коначно наступање према Сплиту., док је група „Хилдебрант“ штитила њен напад са правца севера. Последње заштитнице групе сплитских одреда извукле су се према Мосору током преподнева, тако да су током дана 27. септембра, након 17 дана борбе, немачке снаге ушле у град из којег су се евакуисали сплитски борци, као и више хиљада цивила.
У наређењу за наступање од 26. септембра штаб 7. СС дивизије изричито је наредио безобзирни терор над цивилим:
Трупе се осигуравају узимањем талаца. Сваки и најмањи отпор треба сломити безобзирним терором.
Поступајући по овом наређењу, борбена група „Петерсен“, наступајући од Клиса до Сплита убила је 150 цивила према подацима изнесеним на суђењу групи официра после рата у Београду. Према извештају 6. оружничке пуковније НДХ од 25. октобра 1943, убијена су 103 цивила код својих кућа
У Сплиту је одмах након поседања заведен немачко-усташки терор над Јеврејима и антифашистички расположеним цивилима.
Сматрајући да је Сплит и даље угрожен снагама које се налазе у његовој околини, штаб 7. СС дивизије наредио је истог дана настављање напада ради одбацивања далматинских батаљона са масива Мосора.
Те борбе потрајале су још 5 дана. 2. октобра донета је одлука да се подручје Мосора напусти. Штаб 1. пролетерске дивизије 1. октобра донео је одлуку о нападу на Томиславград, Ливно, Купрес и повезана упоришта, па је у складу са тим тражио да далматинске јединице затворе правце према северу.

## Значај и резултат операције
Иако нису успеле да задрже Сплит у својим рукама дуже од 17 дана, за снаге НОВЈ је ова одбрана била од великог значаја. Она је омогућила евакуацију италијанског наоружања и опреме из корпусних складишта. НОВЈ је запленила велики број топова, минобацача и један број лаких тенкова. Тиме је њена ватрена моћ знатно појачана.
Осим тога, одбрана је омогућила прилив и организовање великог броја нових бораца. У оперативне јединице НОВЈ тада је ступило преко 20.000 нових бораца из Далмације. Њима су попуњене јединице Прве пролетерске дивизије и створене су нове јединице. Ове јединице су биле присиљене да без обуке и организационих припрема одмах уђу у оштре борбе са немачким моторизованим снагама подржаваним ваздухопловством.
Привремено релативно затишје након 3. октобра омогућило је далматинским јединицама најнеопходнију обуку и реорганизацију. Ту су групе батаљона које су већ од средине септембра функционисале као бригаде, кадровски ојачане и формално проглашене бригадама. Група сплитских батаљона која је 17 дана бранила град од правца Клиса формирана је као 4. сплитска бригада, а од група батаљона у полукругу Трогир – Сињ – Омиш формиране су још Трећа далматинска, Осма шибенска, Девета трогирска, Десета цетинска и Једанаеста биоковска бригада. Формирани су и дивизијски штабови (19, 20. и 26. дивизија), као и штаб Осмог далматинског корпуса.
Према попису из 1964, 2.271 погинулих бораца и жртава фашистичког терора у Другом светском рату рођено је у Сплиту.
7. СС дивизија је након операције известила штаб корпуса о следећим сопственим губицима:
- погинулих 3 официра, 9 подофицира, 79 војника;
- рањених 20 официра, 50 подофицира, 507 војника;
- несталих 4 официра, 4 подофицира, 81 војник.

Укупно: 25 официра, 63 подофицира, 667 војника.
Ови подаци нису у сагласности са извештајима борбених група дивизији, као ни извештајима јединица НОВЈ, према којима би требало да су већи.
Према прикупљеним извештајима санитетске службе, губици 7. СС дивизије за септембар 1943. износе 99 погинулих, 581 рањен и 95 несталих, односно укупно 775 војника.
Мајор (оберштурмбанфирер) Хајнрих Петерсен, командант 13. СС пука, директни налогодавац убиства преко сто цивила у сплитском пољу, 13. новембра 1943. одликован је витешким крстом за заслуге.
Ушавши у Сплит, немачке снаге су без отпора заробиле 3 италијанска генерала, 202 официра и 9.000 војника и подофицира. Од стране немачког преког војног суда на смрт су осуђени и стрељани:
- генерал-мајор Пелигра (итал. Pelligra), командант артиљерије 18. италијанског корпуса,
- генерал-мајор Фулгози (итал. Fulgosi), командант 17. обалске бригаде,
- генерал-мајор Потикарди (итал. Poticardi), командант пионира 18. корпуса
- још 54 официра из дивизије „Бергамо“.